# Amro Tarek
Amro Tarek Abdel-Aziz (in arabo عمرو طارق‎?; Los Angeles, 17 maggio 1992) è un calciatore statunitense naturalizzato egiziano, difensore dell'El Gaish.

## Caratteristiche tecniche
È un difensore centrale, in grado di agire da terzino sinistro.

## Carriera

### Club
Nel 2010 si trasferisce in Germania, accordandosi con il Magdeburgo, che lo aggrega alla formazione riserve. Nel 2013 torna in Egitto, firmando un accordo con l'El-Gouna. Il 6 luglio 2015 passa al Real Betis in cambio di 300.000 euro, firmando un quadriennale.
Non trovando spazio in rosa, il 2 febbraio 2016 passa in prestito al Columbus Crew, in MLS. Il 20 luglio passa a parametro zero all'ENPPI. Il 7 agosto 2017 firma un contratto triennale con il Wadi Degla, che il 2 febbraio 2018 lo cede in prestito all'Orlando City, in MLS. L'11 dicembre 2018 viene ingaggiato dal N.Y. Red Bulls.
Il 9 settembre 2021 torna in Egitto, accordandosi con l'El-Gouna. Il 29 settembre 2022 firma un triennale con l'Al-Masry. Rescisso l'accordo con l'Al Masry, il 28 gennaio 2023 si accorda a parametro zero con l'Austin FC.

### Nazionale
Il 20 marzo 2017 viene convocato dal CT Héctor Cúper in vista dell'amichevole contro Togo. Esordisce quindi con la selezione dei Faraoni otto giorni dopo, subentrando al 27' della ripresa al posto di Saad Samir.

## Statistiche

### Presenze e reti nei club
Statistiche aggiornate al 28 gennaio 2023.
| Stagione              | Squadra               | Campionato            | Campionato | Campionato | Coppe nazionali | Coppe nazionali | Coppe nazionali | Coppe continentali | Coppe continentali | Coppe continentali | Altre coppe | Altre coppe | Altre coppe | Totale | Totale |
| Stagione              | Squadra               | Comp                  | Pres       | Reti       | Comp            | Pres            | Reti            | Comp               | Pres               | Reti               | Comp        | Pres        | Reti        | Pres   | Reti   |
| --------------------- | --------------------- | --------------------- | ---------- | ---------- | --------------- | --------------- | --------------- | ------------------ | ------------------ | ------------------ | ----------- | ----------- | ----------- | ------ | ------ |
| 2010-2011             | Magdeburgo II         | OL                    | 2          | 0          | -               | -               | -               | -                  | -                  | -                  | -           | -           | -           | 2      | 0      |
| 2011-2012             | Friburgo II           | RL                    | 15         | 0          | -               | -               | -               | -                  | -                  | -                  | -           | -           | -           | 15     | 0      |
| 2012-2013             | Wolfsburg II          | RL                    | 19         | 1          | -               | -               | -               | -                  | -                  | -                  | -           | -           | -           | 19     | 1      |
| 2013-2014             | El-Gouna              | PL                    | 15         | 0          | CE              | 1               | 0               | -                  | -                  | -                  | -           | -           | -           | 16     | 0      |
| 2014-2015             | El-Gouna              | PL                    | 30         | 0          | CE              | 1               | 0               | -                  | -                  | -                  | -           | -           | -           | 31     | 0      |
| 2015-feb. 2016        | Real Betis            | PD                    | 0          | 0          | CR              | 0               | 0               | -                  | -                  | -                  | -           | -           | -           | 0      | 0      |
| 2016                  | Columbus Crew         | MLS                   | 1          | 0          | USOC            | 0               | 0               | -                  | -                  | -                  | -           | -           | -           | 1      | 0      |
| 2016-2017             | ENPPI                 | PL                    | 23         | 0          | CE              | 2               | 0               | -                  | -                  | -                  | -           | -           | -           | 25     | 0      |
| 2017-feb. 2018        | Wadi Degla            | PL                    | 11         | 0          | CE              | 0               | 0               | -                  | -                  | -                  | -           | -           | -           | 11     | 0      |
| 2018                  | Orlando City          | MLS                   | 20         | 1          | USOC            | 2               | 0               | -                  | -                  | -                  | -           | -           | -           | 22     | 1      |
| 2019                  | N.Y. Red Bulls        | MLS                   | 20         | 1          | USOC            | 1               | 0               | CCL                | 0                  | 0                  | -           | -           | -           | 21     | 1      |
| 2020                  | N.Y. Red Bulls        | MLS                   | 9          | 0          | -               | -               | -               | -                  | -                  | -                  | MLS-BT      | 3           | 0           | 12     | 0      |
| 2021                  | N.Y. Red Bulls        | MLS                   | 13         | 0          | -               | -               | -               | -                  | -                  | -                  | -           | -           | -           | 13     | 0      |
| Totale N.Y. Red Bulls | Totale N.Y. Red Bulls | Totale N.Y. Red Bulls | 42         | 1          |                 | 1               | 0               |                    | 0                  | 0                  |             | 3           | 0           | 46     | 1      |
| 2021-2022             | El-Gouna              | PL                    | 24         | 1          | CE              | 1               | 0               | -                  | -                  | -                  | -           | -           | -           | 25     | 1      |
| Totale El Gouna       | Totale El Gouna       | Totale El Gouna       | 69         | 1          |                 | 3               | 0               |                    | -                  | -                  |             | -           | -           | 72     | 1      |
| 2022-gen. 2023        | Al-Masry              | PL                    | 7          | 0          | CE              | 0               | 0               | -                  | -                  | -                  | -           | -           | -           | 7      | 0      |
| Totale carriera       | Totale carriera       | Totale carriera       | 209        | 4          |                 | 8               | 0               |                    | 0                  | 0                  |             | 3           | 0           | 220    | 4      |

### Cronologia presenze e reti in nazionale
| Cronologia completa delle presenze e delle reti in nazionale ― Egitto | Cronologia completa delle presenze e delle reti in nazionale ― Egitto | Cronologia completa delle presenze e delle reti in nazionale ― Egitto | Cronologia completa delle presenze e delle reti in nazionale ― Egitto | Cronologia completa delle presenze e delle reti in nazionale ― Egitto | Cronologia completa delle presenze e delle reti in nazionale ― Egitto | Cronologia completa delle presenze e delle reti in nazionale ― Egitto | Cronologia completa delle presenze e delle reti in nazionale ― Egitto |
| Data                                                                  | Città                                                                 | In casa                                                               | Risultato                                                             | Ospiti                                                                | Competizione                                                          | Reti                                                                  | Note                                                                  |
| --------------------------------------------------------------------- | --------------------------------------------------------------------- | --------------------------------------------------------------------- | --------------------------------------------------------------------- | --------------------------------------------------------------------- | --------------------------------------------------------------------- | --------------------------------------------------------------------- | --------------------------------------------------------------------- |
| 28-3-2017                                                             | Alessandria d'Egitto                                                  | Egitto                                                                | 3 – 0                                                                 | Togo                                                                  | Amichevole                                                            | -                                                                     | 72’                                                                   |
| 12-10-2018                                                            | Il Cairo                                                              | Egitto                                                                | 4 – 1                                                                 | eSwatini                                                              | Qual. Coppa d'Africa 2019                                             | -                                                                     | 67’                                                                   |
| Totale                                                                |                                                                       | Presenze                                                              | 2                                                                     |                                                                       | Reti                                                                  | 0                                                                     |                                                                       |